# Afrikai leopárd
Az afrikai leopárd (Panthera pardus pardus) a ragadozók (Carnivora) rendjébe és a macskafélék (Felidae) családjába tartozó leopárd (Panthera pardus) nominális alfaja.

## Elterjedése
Az afrikai leopárd korábban Afrika-szerte előfordult a sivatagoktól a szavannákon át az esőerdőkig változatos élőhelyeken. Pontos számukról nincs megbízható becslés, de néhány százezerre tehető, ami folyamatosan csökken. Nagy részük a Szaharától délre él, számos, egymástól elvágott populációban, melyek közül többet a kihalás fenyeget. Észak-Afrikában már csak néhány száz egyedük él (az úgynevezett berber leopárdok).

## Megjelenése
Az afrikai leopárd bundájának színe nagy eltéréseket mutat a régiótól és élőhelytől függően. A halványsárgától a mélyaranyig vagy homok-bézs barnáig terjed, de néha lehet teljesen fekete is. Fekete rozetták tarkítják, míg a fej, az alsó végtagok és a has egyszínű fekete foltos. A hímek nagyobbak, átlagosan 58 kg-ot nyomnak, de maximális tömegük 90 kg. A nőstények átlagos súlya körülbelül 37,5 kg.
A nemi kétalakúság tetten érhető abban, hogy a hím nagyobb és nehezebb, mint a nőstény. 1996 és 2000 között 11 felnőtt egyeden helyeztek el rádiónyakörvet namíbiai mezőgazdasági területeken. Ezen hímek csak 37,5-52,3 kg, a nőstények pedig 24-33,5 kg voltak. A legnehezebb ismert leopárd körülbelül 96 kg-ot nyomott, és Délnyugat-Afrikában jegyezték fel.
Alfred Edward Pease szerint az észak-afrikai fekete leopárdok az oroszlánokhoz hasonló nagyságúak voltak. Egy 1913-ban kilőtt algériai leopárd  a hírek szerint körülbelül 2,69 méter hosszú volt, mielőtt megnyúzták.
A Dél-afrikai Köztársaság Fokföld tartományában élő hegyvidéki leopárdok kisebbek és kevésbé nehezek, mint az északabbra élő társaik. Állítólag a szomáliai és etiópiai leopárdok is az átlagnál kisebbek.
Egy nyugat-afrikai példány koponyája alaphossza 286 mm és szélessége 181 mm, súlya pedig 0,79 kg volt. Összehasonlításképpen egy indiai leopárd koponyájának alaphossza 280 mm, szélessége 20 cm volt, súlya pedig 1,0 kg.
Az afrikai leopárdok nagy területi változatosságot mutatnak megjelenésükben, ezért korábban számos afrikai alfajt leírtak, de a DNS-vizsgálatok szerint ezek elkülönítése nem indokolt.

## Életmódja
A Kruger Nemzeti Parkban a hímek és a kölykökkel rendelkező nőstények éjszaka aktívabbak, mint a magányos nőstények. A legmagasabb nappali aktivitási arányt a tövisbozótosban élő leopárdok esetében jegyezték fel a nedves évszakban, amikor az impala is jelen volt. Általában napnyugta és napkelte között a legaktívabb és ilyenkor több zsákmányt is elejt.
Opportunista ragadozó, így könnyedén alkalmazkodik a zsákmány elérhetőségének változásaihoz és nagyon változatos étrenddel rendelkezik. Kisebb állatokat ejt el ott, ahol a nagyobb patás állatok gyérebben fordulnak elő. Étlapja a ganajtúró bogártól a felnőtt jávorantilopig terjed, amely elérheti akár a 900 kg-ot is. A Fekete-Afrikában élő populáció ürülékmintái alapján legalább 92 fajt dokumentáltak étlapján, köztük rágcsálókat, madarakat, kis- és nagy antilopokat, szirtiborzokat, nyulakat és ízeltlábúakat. Ugyanakkor általában a  20-80 kg-os patásokra vadászik, miközben opportunista módon más állatokat is elejt. A patások zsákmányolása közötti átlagos intervallum 7 és 12–13 nap között van. A nagyobb prédákat a fán rejti el, amihez nagy erőre van szüksége. Számos megfigyelés volt már arról, hogy a leopárd a becslések szerint akár 125 kg-os, azaz a nagymacska súlyának 2-3-szorosát nyomó fiatal zsiráf tetemét 5,7 m-ig vitte fel a fa ágai közé.
A Serengeti Nemzeti Parkban az 1970-es évek elején helyeztek el először leopárdokra rádiós nyakörvet. Éjszakai vadászatukat nehéz volt tanulmányozni; megfigyelésükre a legjobb idő hajnal után volt. 64 napközbeni vadászatuk közül csak három volt sikeres. Ezen az erdős területen főleg impalákat zsákmányoltak, felnőtteket és fiatalokat egyaránt, valamint száraz évszakban elkaptak néhány Thomson-gazellát. Alkalmanként sikeresen vadásztak varacskosdisznóra, dikdikre, nádiantilopra, bóbitásnatilopra, őszantilopra, csíkos gnúra, topi borjúra, sakálra, fokföldi nyúlra, gyöngytyúkra és seregélyre. Kevesebb sikerrel vadásztak alföldi zebrára, Kongoni tehénantilopra, zsiráfra, mongúzokra, petymegekre, szirtiborzokra és kisebb madarakra. Az nagytestű állatok elhullott tetemeiből való táplálkozás az étrendjének kis részét tette ki. Közép-Afrika trópusi esőerdőiben legfőképp bóbitásantilopokra és főemlősökre vadászik. Egyes egyedek előszeretettel ejtenek el tobzoskákat és tarajossülöket.
Észak-Afrikában berber makákót zsákmányol. Az Elefántcsopntpart területén fekvő Taï Nemzeti Parkban található leopárd ürülékek tanulmányozása feltárta, hogy ott a nappali órákban a főemlősök teszik ki főtáplálékát. A gaboni Lope Nemzeti Parkban a legfontosabb zsákmányfajok a bojtosfülű disznó, a vörös bivaly és a nagy nádipatkány, amelyek az elfogyasztott biomassza 13%-át tették ki.
A Közép-afrikai Köztársaságban található Dzanga-Sangha védett területek komplexumában egy leopárd állítólag megtámadt és üldözőbe vett egy nyugati síkvidéki gorillát, de nem kapta el. Egy leopárdürülékben talált gorillarészek azt jelzik, hogy a leopárd vagy ehetett a gorillatetemből vagy pedig megölte az állatot. Az Ugandában található Kisoro környékén figyeltek meg leopárdot, amint felnőtt keleti gorillára vadászott.

## Természetvédelmi helyzete
Leginkább életterének zsugorodása és a vadászat fenyegeti. Az emberi népesség növekedése és terjeszkedése egyre több helyen teszi lehetetlenné a leopárd megélését. Vadászatuk célja lehet trófeaszerzés, de gyakoribb indíték a jószágban okozott vélt vagy valós kár.
A Kongó-medencében a zsákmányára irányuló intenzív vadászat miatt kényszerül versengeni az emberrel, a kisebb termetű zsákmányállatokra kell szorítkoznia. Megfigyelhető a populációsűrűség csökkenése, illetve az emberi települések közelében a leopárdok teljes hiánya.

## Képek
|  |  |  |  |  |  |

## Fordítás
Ez a szócikk részben vagy egészben  az   African leopard című angol Wikipédia-szócikk fordításán alapul.  Az eredeti cikk szerkesztőit annak laptörténete sorolja fel. Ez a jelzés csupán a megfogalmazás eredetét és a szerzői jogokat jelzi, nem szolgál a cikkben szereplő információk forrásmegjelöléseként.